# 五島振興局

長崎県旗

五島振興局（ごとうしんこうきょく）は、長崎県の五島列島を管轄する出先機関。五島市に置かれている。南松浦郡新上五島町に上五島支所がある。当初は五島支庁と称していた。2005年（平成17年）の組織改編で五島地方局となり、2009年（平成21年）4月の再編で現在の名称に変更された。

## 沿革
- 1926年（大正15年）-南松浦郡役所が廃止され、南松浦支庁が設置される。（所在地：南松浦郡（現五島市）福江町）[1]
- 1960年（昭和35年）-五島支庁に改称。[2]
- 2005年（平成17年）-組織改編で五島地方局に改称。
- 2009年（平成21年）-組織改編で五島振興局に改称。
  - 五島保健所＋上五島保健所→保健部（五島保健所）＋上五島支所保健部（上五島保健所）
  - 農林水産部+中央家畜保健衛生所五島支所→農林水産部＋上五島駐在
  - 建設部+上五島土木事務所→建設部＋上五島支所建設部
- 2011年（平成23年）10月1日 - 五島市役所にパスポート業務が移管され、振興局内のパスポート窓口は閉鎖された。[3]

## 所在地
- 五島振興局　
  - 本所
    - 〒853-8502 長崎県五島市福江町7-1（北緯32度41分44.3秒 東経128度50分23.7秒、五島市役所のそば）

  - 上五島支所
    - 〒857-4211 長崎県南松浦郡新上五島町有川 郷578番2 （北緯32度59分5.6秒 東経129度6分50.7秒、旧・上五島土木事務所）

  - 部署によっては、住所が異なる場合があるので、以下に（　）で示す。

## 主所管区
| 長崎地域 県北地域 県央地域 島原地域 | 五島地域 壱岐地域 対馬地域 |

- 五島市
- 新上五島町

長崎県 地域区分図
長崎地域
県北地域
県央地域
島原地域
五島地域
壱岐地域
対馬地域
（濃色が市部、淡色が郡部）

- ただし、上五島支所保健部（上五島保健所）に限って北松浦郡小値賀町も所管している。[4]

## 組織

### 五島振興局 本所
- 管理部
  - 【所管区】五島市、新上五島町
    - 総務課
    - 税務課
- 保健部（五島保健所）（五島市福江町7-2）
  - 【所管区】五島市
    - 企画調整課
    - 衛生環境課
    - 地域保健課
- 農林水産部
  - 【所管区】五島市、新上五島町
    - 農業企画課（五島農業改良普及センター）
    - 地域普及課（同上）
      - 地域普及課上五島駐在（南松浦郡新上五島町青方郷1554-3、北緯32度59分4.3秒 東経129度4分20.7秒）

    - 農村整備課
    - 家畜衛生課（五島家畜保健衛生所、五島市吉久木町725-3、北緯32度41分40.1秒 東経128度48分57.5秒）
    - 林務課
      - 林務課上五島駐在（南松浦郡新上五島町青方郷1554-3）

    - 水産課
    - 五島水産業普及指導センター
      - 上五島水産業普及指導センター（南松浦郡新上五島町青方郷1585-1、北緯32度59分3.9秒 東経129度4分24.0秒）
- 建設部
  - 【所管区】五島市
    - 管理課
    - 用地課
    - 道路課
    - 河港課
    - 福江ダム管理事務所（五島市吉田町1816、北緯32度40分55.8秒 東経128度49分3.8秒）
    - 福江空港管理事務所（五島市上大津町2158、北緯32度40分13.3秒 東経128度50分14.2秒）

### 上五島支所
- 管理部
  - 【所管区】新上五島町
    - 総務課 
      - パスポート業務は行っていない。[5][3]
- 保健部（上五島保健所）（南松浦郡新上五島町有川郷2254-17、北緯32度58分49.6秒 東経129度6分59.3秒）
  - 【所管区】新上五島町、 小値賀町 
    - 企画調整課
    - 衛生環境課
    - 地域保健課
- 建設部（旧・上五島土木事務所）
  - 【所管区】新上五島町
    - 管理・用地課
    - 道路課
    - 河港課

## 関連事項
- 長崎県庁
- 支庁
- 県内の他の振興局
  - 長崎振興局
  - 県央振興局
  - 島原振興局
  - 県北振興局
  - 壱岐振興局
  - 対馬振興局